# Atelier de stuc Benoît
L'atelier de stuc Benoît est un atelier situé sur le territoire de la commune de Chalon-sur-Saône dans le département français de Saône-et-Loire et la région Bourgogne-Franche-Comté.

## Historique
Il fait l'objet d'une inscription au titre des monuments historiques depuis le 9 juin 2011.